# Кузьмичівське нафтогазоконденсатне родовище
Кузьмичівське нафтогазоконденсатне родовище — дрібне родовище у Харківській області України. 

## Опис
Відноситься до Північного борту нафтогазоносного району Східного нафтогазоносного регіону України.
Родовище відкрили у 2011 році внаслідок спорудження компанією «Укргазвидобування» похило-спрямованих свердловин  № 10 та № 13, які досягнули глибини у 2680 метрів та 2390 метрів відповідно. Надалі розміри родовища уточнили за допомогою ще шести свердловин з № 1, 11, 12, 14, 15 та 17.
Вуглеводні пов'язані із породами московського, башкирського (середній карбон) та візейського (нижній карбон) ярусів, де виявлено кілька газоконденсатних покладів (з них один із нафтовою облямівкою).
В Державному балансі за родовищем рахуються початкові видобувні запаси категорій С1 та С2 у розмірі 940 млн м3 газу та 37 тисяч тонн конденсату.
Розробка родовища почалась у 2015 році через свердловину № 10. Надалі запустили в роботу також свердловини № 12, 13, 14 та 17. Видобуті вуглеводні надходять до установки підготовки газу, яка здатна приймати 0,5 млн м3 на добу. Станом на початок 2021 року з родовища видобуто 175 млн м3 газу, 4 тисячі тонн конденсату та 37 тонн нафти.
У 2021 році власник Кузьмичівського родовища вирішив вважати його частиною Кузьмичівсько-Недільного нафтогазоконденсатного родовища.